# Jean-Marie-Louis Sirand
Jean-Marie Sirand est un homme politique français né le 28 décembre 1772 à Ambérieux (Ain) et mort le 13 avril 1840 à Bourg-en-Bresse (Ain).

## Biographie
Soldat pendant la Révolution, il devient ensuite officier municipal de Bourg (Bourg-en-Bresse) puis chef de bureau à la préfecture de l'Ain de 1803 à 1815. Il est député de l'Ain de 1815 à 1821, siégeant dans la majorité de droite soutenant la Restauration. Dans les archives de l'assemblée nationale il apparait sous le nom de Jean-Marie, Louis, Antoine de Sirand avec particule. Il prend sa retraite de conseiller de préfecture en 1838.

## Sources
« Jean-Marie-Louis Sirand », dans Adolphe Robert et Gaston Cougny, Dictionnaire des parlementaires français, Edgar Bourloton, 1889-1891 [détail de l’édition]